# 3ТЕ116У
Тепловоз 3ТЕ116У — вантажний магістральний трисекційний тепловоз, який виготовлявся в Україні на Луганському тепловозобудівному заводі. Модифікація 2ТЕ116 з додаванням третьої секції, що підвищило потужність.

## Опис
Магістральний трисекційний тепловоз 3ТЕ116У потужністю 3×3600 к.с., призначений для вантажної роботи на залізницях з шириною колії 1520 мм, сконструйований Луганським тепловозобудівним заводом у співпраці з: тепловозобудівним ім. Куйбишева (м. Коломна, РФ), транспортного машинобудування ім. Малишева, «Електроважмаш», «Електромашина» (м. Харків).

## Конструкція
Тепловоз 3ТЕ116У складається з трьох секцій, дві з яких однокабінні, третя секція — генераторна, секції з'єднані автозчепленням СА-3. Для переходу з секції в секцію в задній стінці однокабінних секцій і з обох боків бустерної розташовані двері і перехідні майданчики, закриті гумовим суфле. Все силове і допоміжне устаткування розташоване в кузові, виконаному з тримальною головною рамою.
На тепловозі застосована дизель-генераторна установка 1А-9ДГ, що складається з 16-циліндрового, V-подібного дизеля 1А-5Д49 і синхронного трифазного генератора ГС-501А. Дизель і тяговий генератор змонтовані на єдиній піддизельні рамі зварної конструкції і з'єднані між собою напівжорсткою пластинчастою муфтою. Дизельний двигун 5Д49 належить до уніфікованого ряду ЧН26/26, позначення означає — чотиритактний з газотурбінним наддувом, діаметр циліндра і хід поршня 260 мм. Управління двигуном — електричне дистанційне за допомогою встановлених на регуляторі чотирьох електромагнітів, які отримують живлення від контролера машиніста та включаються в різних комбінаціях.
Схема електричної передачі — стандартна радянська змінно-постійного струму, реалізована також на тепловозах ТЕП70, 2ТЕ121, ТЕМ7. Від синхронного тягового генератора також живляться асинхронні двигуни з короткозамкненим ротором (АДКЗ) мотор-вентиляторів охолодження обладнання. Над ГС-501А встановлені однофазний синхронний збудник ВС-650 і колекторний стартер-генератор ПСГ. ПСГ здійснює провертання двигуна для запуску, отримуючи живлення від акумуляторної батареї, а після запуску працює як генератор.
Тепловоз має кузов з тримальною головною рамою. Для монтажу і демонтажу обладнання дах кузова виконаний у вигляді п'яти з'ємних секцій, з них три з вбудованими коробами-повітрозабірниками для очищення повітря, призначеного для охолодження тягового генератора, випрямної установки і тягових електродвигунів. Очищувачі повітря для двигуна — обертові сітки, нижня частина яких занурена в масляну ванну, а верхня працює на очищення повітря. Провертання сіток автоматичне, при включенні мотор-компресора електропневматичний привід провертає сітки на 45 градусів.
Застосування роз'ємів в електричній проводці кузова і ущільнювальних поясах даху дозволяє швидко знімати необхідну секцію даху для демонтажу обладнання. Глушник шуму вихлопних газів з двигуна також закріплений на з'ємній секції даху.